# Xavier Dor
Xavier Dor (Marsella, 30 de gener de 1929 - París, 4 d'abril de 2020) fou un embriòleg francès, conegut pel seu activisme contrari al dret a l'avortament.

## Vida personal
Dor nasqué el 30 de gener de 1929 a la ciutat de Marsella en una família rica i catòlica. El seu pare era el director de la Compagnie Générale Transatlantique. Tingué quatre fills amb la seva esposa, Françoise Dugé de Bernonville, filla de Jacques de Bernonville. Com a metge s'especialitzà en embriologia i exercí a l'Hospital de la Pitié-Salpêtrière de París. També fou investigador en embriologia cardíaca a l'Institut national de la santé et de la recherche médicale (Inserm) i professor a la Universitat Pierre i Marie Curie de París. Morí el 4 d'abril de 2020 a París, als 91 anys, després de contraure la infecció de la COVID-19.

## Activisme antiavortista
Fou el fundador i president de l'associació SOS tout-petits entre 1986 i 2016. Liderà protestes enfront d'hospitals que realitzaven avortaments, sovint amenaçant al personal i als pacients. Participà en diverses dotzenes d'aquestes protestes.
Segons Neil Datta, líder del Fòrum Parlamentari Europeu per als Drets Sexuals i Reproductius, Dor fou el representant francès dels activistes de «primera generació contra l'elecció», qui aparegué a les dècades de 1980 i 1990 després que Estats occidentals com França, Estats Units d'Amèrica i Alemanya legalitzessin l'avortament. No obstant això, aquest moviment no aconseguí el seu objectiu final, que fou anul·lar la legalització del dret a l'interrupció voluntària de l'embaràs. No obstant això, pel que fa a la seva lluita contra el dret a l'avortament, digué que «fins i tot en el meu llit de mort, continuaré».
El 22 de gener de 2017 participà a la Marxa per la vida de París. Es quedà a Denfert-Rochereau, al final de la marxa, dirigint una oració a la Mare de Déu. Un sacerdot i l'activista d'extrema dreta Alain Escada participaren a l'oració. El gener de 2018 deixà de militar activament a SOS tout-petits. Fou succeït pel Dr. Philippe Piloquet, un embriòleg de la Universitat de Nantes.

## Assumptes legals
Fou acusat d'onze crims diferents al llarg de la seva vida, la majoria dels quals produïts després de la llei Neiertz, aprovada el 1993, que convertí l'obstrucció a l'avortament en un delicte.
L'any 2014 fou acusat de «pressió moral i psicològica» sobre una dona que planejava interrompre el seu embaràs lliurant-li peücs de punt de creu per a nadons i una medalla que representava a la Mare de Déu. L'ambient a la sala del tribunal fou intens, a causa de la pressió dels activistes partidaris i detractors del dret a l'avortament. El Tribunal d'Apel·lacions de París l'absolgué d'aquests crims i el condemnà a pagar una multa de deu mil euros, dels quals cinc mil euros foren imputats per haver obstruït l'avortament.

## Obres
- L'Opposition à l'avortement: du lobby au commando (1995)
- Le Crime contre Dieu (1998)
- Le Livre blanc de l'avortement en France, chap 8, collectif 30 ans, ça suffit (2006)